# WASP-44
WASP-44 är en ensam stjärna belägen i den mellersta delen av stjärnbilden Valfisken. Den har en skenbar magnitud av ca 13,05 och kräver ett kraftfullt teleskop för att kunna observeras. Baserat på parallax enligt Gaia  Data Release 3 på ca 2,76 mas beräknas den befinna sig på ett avstånd av ca 1 180 ljusår (ca  362 parsec) från solen. Den rör sig närmare solen med en heliocentrisk radialhastighet av ca -3 km/s.

## Observation
WASP-44 observerades mellan juli och november 2009 av WASP-South, en station inom planetsökningsprogrammet SuperWASP baserat på South African Astronomical Observatory. Observationer av stjärnan visade en periodisk minskning av dess ljusstyrka. WASP-South, tillsammans med SuperWASP-North-stationen vid Roque de los Muchachos-observatoriet på Kanarieöarna, samlade in 15 755 fotometriska observationer, vilket gjorde det möjligt för forskare att producera en mer exakt ljuskurva. En annan uppsättning observationer gav en fotometrisk datauppsättning på 6 000 punkter, men ljuskurvan förbereddes sent och beaktades inte i upptäcktsrapporten.
År 2010 undersökte ett europeiskt forskarlag stjärnan med hjälp av CORALIE-spektrografen och samlade in sjutton spektra av WASP-44. Från spektra extrapolerades radiella hastighetsmätningar. Analys av insamlad CORALIE-data uteslöt möjligheten att den observerade radiella hastigheten kunde orsakas av det blandade spektrumet av en spektroskopisk dubbelstjärna, vilket stöder möjligheten att objektet som kretsar kring WASP-44 verkligen är en exoplanet, kallad WASP-44 b.

## Egenskaper
WASP-44 är en gul till vit stjärna i huvudserien av spektralklass G8 V. Den har en massa av ca 0,95 solmassa, en radie av ca 0,93 solradie och utsänder energi från dess fotosfär motsvarande ca 0,68 gånger solen vid en effektiv temperatur av ca 5&nbs500 K. Stjärnan är metallrik i förhållande till solen. Dess uppmätta metallicitet är [Fe/H] = 0,06, eller 1,148 gånger den mängd järn som finns i solen. WASP-44:s kromosfär (yttersta lagret) är inte aktiv. Stjärnan roterar inte heller med hög hastighet.

## Planetsystem
Det finns en känd exoplanet i omloppsbana kring stjärnan, WASP-44 b. Planeten är en het Jupiter med en massa av 0,889 gånger Jupiters massa. Dess radie är 1,14 gånger Jupiters radie. WASP-44 b kretsar kring värdstjärnan med en omloppsperiod av 2,4238039 dygn på ett avstånd av 0,03473 AE. Med en lutning för omloppsbanan på 86,02º ses denna nästan från sidan sett från jorden. Omloppsbanans excentricitet är 0,036, vilket anger en nästan cirkulär bana. En analys av transittidsvariationer för att söka efter ytterligare planeter var negativ.
| Planet | Massa                 | Halv storaxel (AE)       | Siderisk omloppstid (d) | Excentricitet      | Inklination       | Radie                 |
| ------ | --------------------- | ------------------------ | ----------------------- | ------------------ | ----------------- | --------------------- |
| b      | 0,860 +0,072−0,068 MJ | 0,03474 +0,00040−0,00043 | 2,4238133 ± 0,00001     | 0,039 +0,047−0,028 | 85,98 +0,39−0,35° | 1,127 +0,035−0,034 RJ |